# Chlorophytum senegalense
Chlorophytum senegalense là một loài thực vật có hoa trong họ Măng tây. Loài này được (Baker) Hepper mô tả khoa học đầu tiên năm 1968.